# Ruta 83 (Uruguay)
La Ruta 83 "Centenario de San Pedro" es una carretera uruguaya, que se encuentra en el Departamento de Colonia, actualmente en jurisdicción departamental y une la Ruta 21 en la localidad de San Pedro con la Ruta 22 en la localidad de Paso Antolín.